# Franz Hofmeister

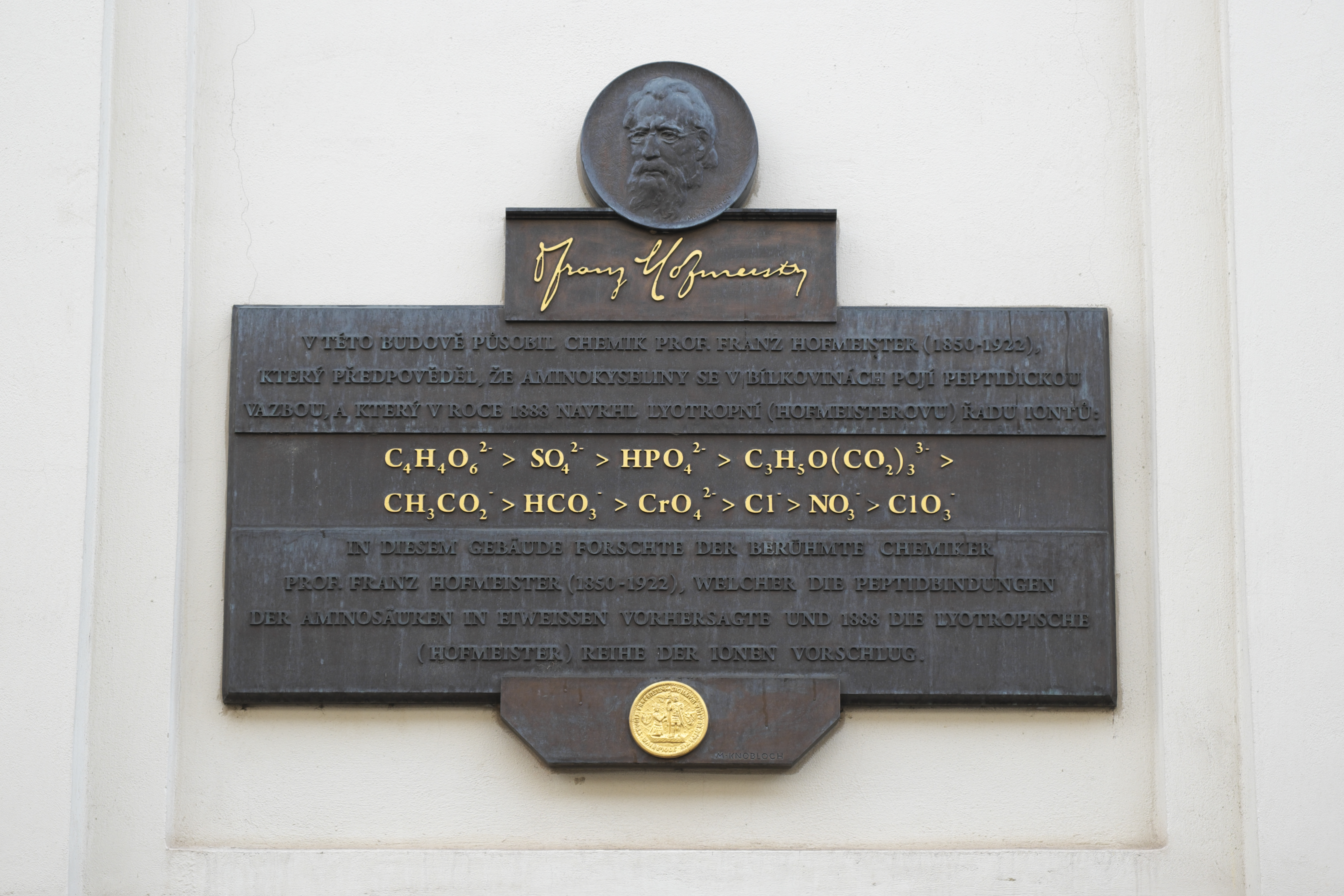
Gedenktafel in Prag

Franz Hofmeister (* 30. August 1850 in Prag; † 26. Juli 1922 in Würzburg) war ein deutscher Mediziner und Hochschullehrer für Physiologische Chemie.

## Leben und Werk
Franz Hofmeister studierte Medizin an der Universität Prag bei Karl Hugo Huppert und habilitierte sich 1879 bei Oswald Schmiedeberg über physiologische Aspekte von Verdauungsprozessen. Er erhielt 1885 eine Professur in Prag und wechselte 1896 an die Universität Straßburg. Sein Nachfolger in Prag wurde Julius Pohl.
Hofmeisters Arbeitsschwerpunkt war die Proteinchemie. Er schlug 1902 auf der Versammlung deutscher Naturforscher und Ärzte in Karlsbad unabhängig von und gleichzeitig mit Emil Fischer als erster eine Struktur der Eiweiße aus Aminosäuren mit Peptidbindungen vor.
Zu seinen Schülern zählten u. a. die Biochemiker Gustav Embden, Franz Knoop, Jakub Karol Parnas, Edgard Zunz, der Pharmakologe Philipp Ellinger, die Internisten Georg Haas, Paul Morawitz, Friedrich Umber, Gustav von Bergmann, Wilhelm Stepp sowie die Pädiater Meinhard von Pfaundler und Leopold Langstein.
Nach ihm benannt ist die Hofmeister-Reihe, die den Effekt von Ionen auf die Wasserlöslichkeit von Proteinen angibt. Diese Reihe ist auch heute noch für die Aufreinigung von Peptiden bedeutsam.